# Haematopota nasuensis
Haematopota nasuensis är en tvåvingeart som beskrevs av Hayakawa och Moriyama 1981. Haematopota nasuensis ingår i släktet Haematopota och familjen bromsar. Inga underarter finns listade i Catalogue of Life.